# Bassiana duperreyi
Bassiana duperreyi är en ödleart som beskrevs av Gray 1838. Bassiana duperreyi ingår i släktet Bassiana och familjen skinkar. Inga underarter finns listade.

## Bildgalleri

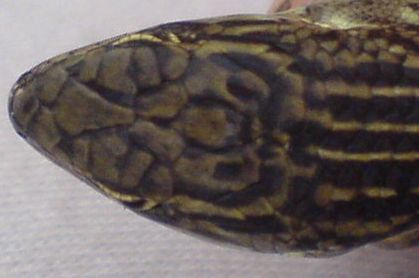